# O’Sullivan Lake
Der O’Sullivan Lake ist ein See im Thunder Bay District in der kanadischen Provinz Ontario.

## Lage
Der See liegt 55 km nordwestlich von Nakina. Er liegt in der borealen Waldzone im Bereich des Kanadischen Schilds. Der auf einer Höhe von 285 m gelegene See hat eine Längsausdehnung von 17 km und eine Fläche von 42 km². Der Kawashkagama River, Quellfluss des Little Current River, durchquert den äußersten Westen des Sees in nördlicher Richtung.

## Seefauna
Der O’Sullivan Lake ist ein Ziel für Angeltouristen. Im See werden folgende Fischarten gefangen: Glasaugenbarsch, Amerikanischer Seesaibling, Hecht, Bachsaibling, Heringsmaräne und Amerikanischer Flussbarsch.